# Thelymitra basaltica
Thelymitra basaltica är en orkidéart som beskrevs av Jeffrey A. Jeanes. Thelymitra basaltica ingår i släktet Thelymitra och familjen orkidéer.
Artens utbredningsområde är Victoria. Inga underarter finns listade i Catalogue of Life.